# 英舒约谋杀案
英舒约谋杀案是一桩1889年3月发生于瑞典南部克里斯蒂安斯塔德省（今属斯科讷省）英舒约镇的密谋杀人刑事案件。行凶者是当地一位中年寡妇安娜·曼斯多特及其子皮尔·尼尔森。被害者是皮尔的妻子、安娜的儿媳汉娜·约翰斯多特。案件主要起自安娜、皮尔母子二人的乱伦关系，最终安娜•曼斯多特被处以死刑，成为瑞典历史上最后一名被处死的女性囚犯。

## 案件背景

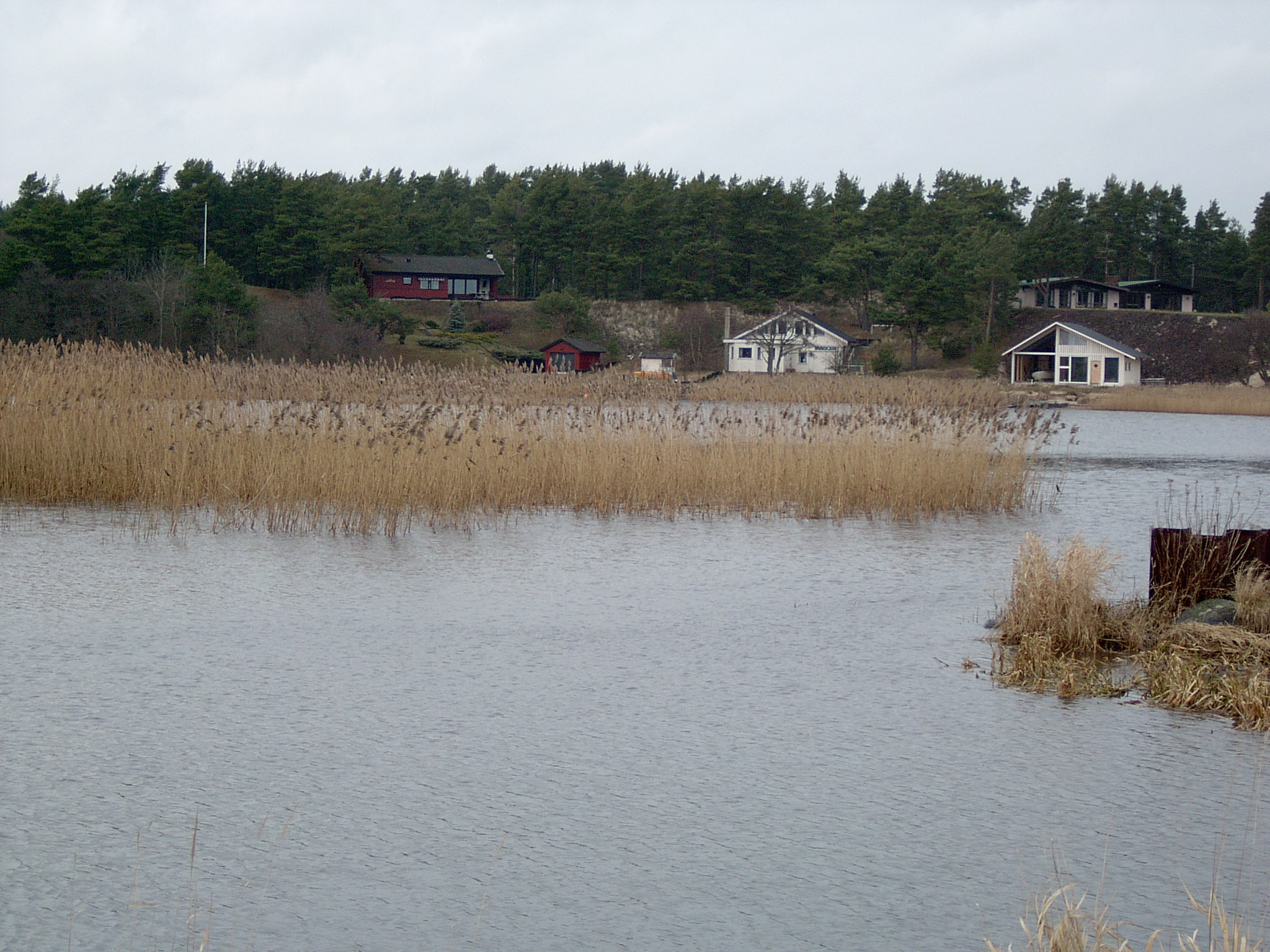
事发地瑞典南部英舒约（Yngsjö）镇

皮尔·尼尔森是安娜·曼斯多特的第三个儿子，安娜的丈夫尼尔斯·尼尔森（瑞典语：Nils Nilsson，1828-1883）及其前两个孩子都不幸早逝。在丈夫于1883年逝世后，安娜为儿子皮尔安排了与附近村镇的富家少女汉娜·约翰斯多特的婚姻，并计划让他们夫妇接管自己家中的农场以继承财产。然而，因为不幸且畸形的过往经历，使得安娜与皮尔之间滋生了乱伦关系。1888年，皮尔迎娶汉娜，安娜在儿子婚后拒绝履行约定搬离夫妻二人的住所，以便和儿子继续行苟且之事，因而对汉娜的存在十分嫉恨，而皮尔也对安娜言听计从、受其百般控制。因此，汉娜自婚姻始便遭遇到母子二人特别是安娜的冷落和排斥，她曾经向担任地区法官和教堂管理员的父亲求助，希望父亲出面让安娜搬离农场，但遭到拒绝，遭逢凄惨。由于皮尔和安娜被捕后各执一词，后来谋杀案的发生原因至今没有确切的定论，可能是由于是汉娜对奸情有了察觉（汉娜在给父母的书信中曾提到相关内容），因此母子二人密谋决定杀害汉娜以灭口，另一方面也为相互之间的乱伦关系扫除障碍。

## 案件经过及结果
1889年3月下旬的某日，安娜、皮尔母子二人趁汉娜不备用木棒将其击晕，用力扼其颈部致其窒息死亡，汉娜丧生时年仅22岁。为了混淆视听，母子二人又将汉娜的尸体换装并从楼梯上扔下，试图伪装成其跌落楼梯死亡的现场。3月28日，有邻居来到皮尔的家中探访，发现了遇害的汉娜遗体，遂就此询问安娜母子，二人则声称汉娜之死与己无关，是汉娜自己失足跌下楼梯致死。然而，邻居留意到了汉娜颈部的扼痕及所穿衣物上的异状，猜测到其死因可能不单纯，且作为丈夫的皮尔对此表现地异常平静，遂向警方报案。在汉娜父母、镇内居民的质疑及警方的调查下，皮尔很快承认了汉娜被谋害的不法事实，并供出了母亲安娜，两人遂被绳之以法。法院经数次开庭审理，最终以谋杀罪判处二人死刑。
1890年8月7日，安娜·曼斯多特于瑞典克里斯蒂安斯塔德的监狱内以斩首方式被执行死刑。皮尔·尼尔森则因自身的乱伦及不法行为是受到母亲长期的裹挟影响所致，在案件中作用被动，因而最终被法庭改判为终身监禁及苦役，几经减刑后于1913年被释放，1918年在原籍去世，无后。由于瑞典此后不久就废止了死刑，且在安娜之后直至1910年最后一名被处决的死囚也均为男性，因此安娜成为了瑞典历史上最后一个被宣判并执行死刑的女性罪犯，亦以此知名。汉娜的遗体被埋葬于当地一间教堂的墓地中，墓志铭上注明了被丈夫母子谋害的死因，并附有一首祭文：

Den arma qvinnans
tårar och böner
rörde dem alls intet

可怜的女孩
她的眼泪与祈祷
什么都没有打动

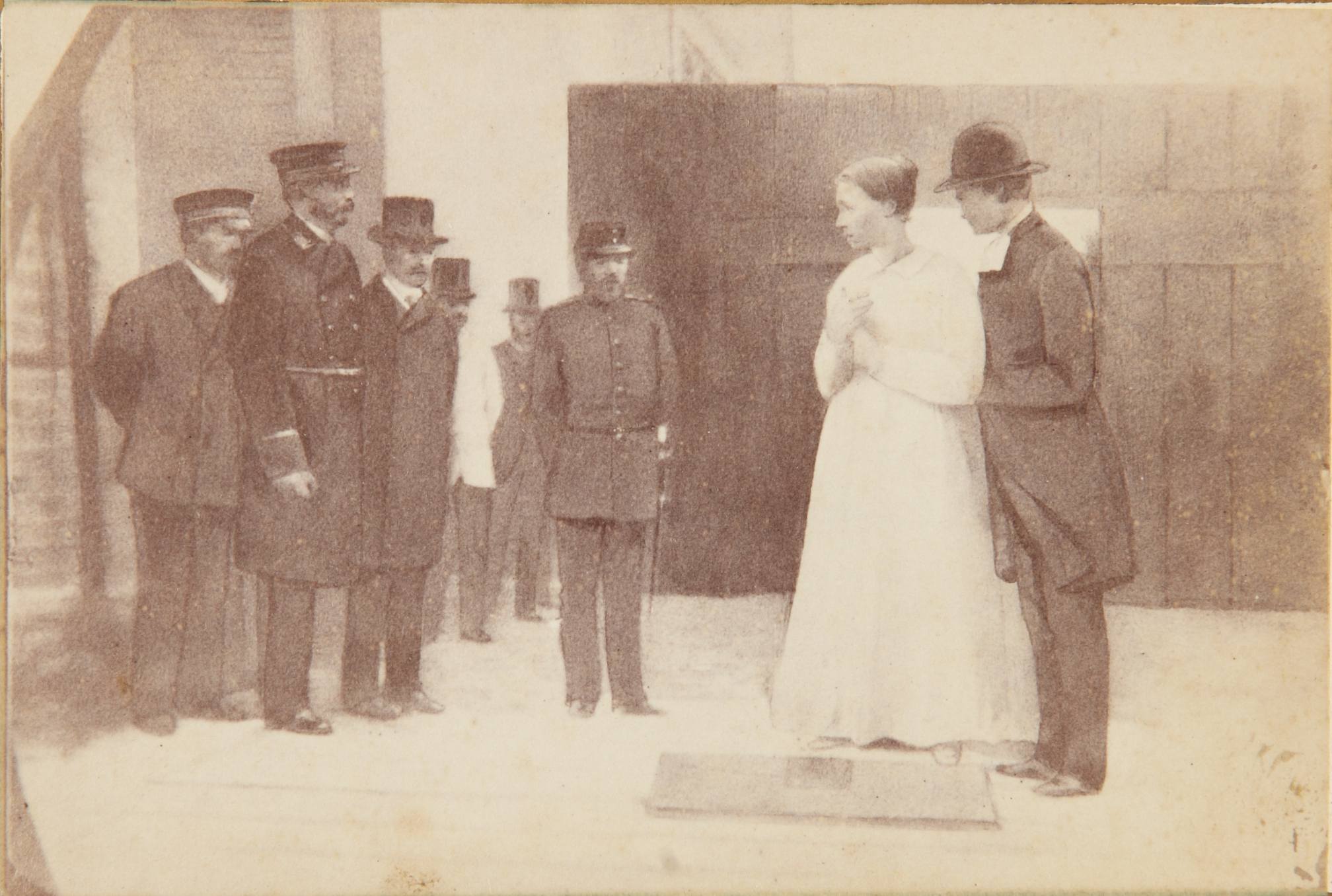
安娜·曼斯多特被处决前的场景。右侧身着白衣站在地上执行台旁的女子为安娜，身旁是监狱的牧师。最左侧将刑具背至身后的执刑刽子手，名叫Anders Gustaf Dahlman，是瑞典历史上最后一位死刑执行者，他以斩首方式处决了瑞典的最后六名死刑犯，安娜是第一位。

该案件在瑞典国内及欧洲引发巨大关注。时任瑞典国王奥斯卡二世（Oscar II）表示强烈愤慨，并拒绝了安娜和皮尔曾呈上的关于赦免死罪的请求，但于安娜伏法后同意赦免皮尔为终身监禁。

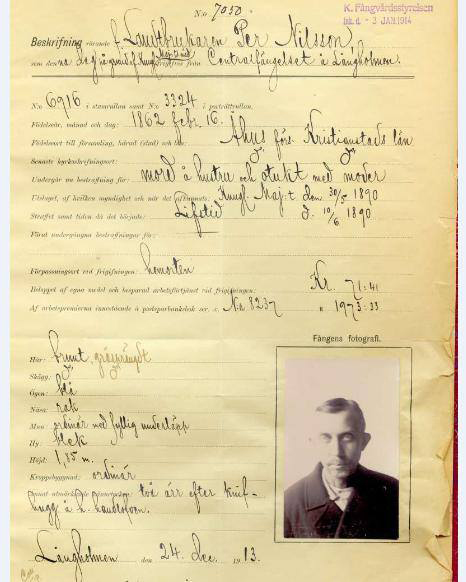
1913年12月，皮尔·尼尔森被释放时的照片和记录。此时他已服刑23年。

## 相关艺术
由于本案的情节具有一定的故事性和艺术创作价值，案发后曾在瑞典国内多次被改编为同名戏剧、电影等艺术作品。其中与案件同名并据其情节改编的电影于1966年和1986年分别被拍摄制作过两部。